# 统领寺
统领寺，位于中国青海省西宁市城中区兴隆巷，为青海省市县级文物保护单位，公布日期为1985年1月22日，类型为古建筑。
统领寺的历史年代为清。